# Cicadula
Cicadula  (лат.) — род цикадок из отряда Полужесткокрылые.

## Описание
Цикадки размером 3-6 мм. Стройные, удлиненные, с дуговидно или закругленно-треугольно выступающей головой. Для СССР указывалось 15 видов.
- Cicadula albingensis Wagner, 1940
- Cicadula aurantipes (Edwards, 1894)
- Cicadula flori (Sahlberg, 1871)
- Cicadula frontalis (Herrich-Schäffer, 1835)
- Cicadula intermedia (Boheman, 1845)
- Cicadula lineatopunctata (Matsumura, 1908)
- Cicadula mutilla Ribaut, 1952
- Cicadula nigricornis  (Sahlberg, 1871)
- Cicadula ornata  (Melichar, 1900)
- Cicadula persimilis  (Edwards, 1920)
- Cicadula placida  (Horváth, 1897)
- Cicadula quadrinotata  (Fabricius, 1794)
- Cicadula quinquenotata  (Boheman, 1845)
- Cicadula rubroflava  Linnavuori, 1952
- Cicadula saturata  (Edwards, 1915)